# Nový Hrádek
Nový Hrádek – miasteczko podgórskie, które się znajduje w północno-wschodniej części Czech u podnóża Gór Orlickich wzdłuż granicy z Polską. Miejscowość leży w pobliżu rzeki Olešenki. Jej powierzchnia wynosi 1139 hektarów. Dzieli się na następujące części: Nový Hrádek, Dlouhé, Rzy oraz Krahulčí.

## Historia
Nový Hrádek powstał w sąsiedztwie gotyckiego zamku Frymburk prawdopodobnie już pod koniec XIII wieku lub na początku XIV. Pierwsza pisemna wzmianka o wsi pochodzi z 18 lipca 1362 r., gdy ówczesny właściciel Frymburka Čeněk z Lipé, w latach 1349-1360 marszałek Królestwa Czeskiego, powołał wikarego do kościoła w Hrádku.
W czasie wojen husyckich Frymburk został w 1425 r. zdobyty i spalony.
W 1848 r. Nový Hrádek został oddzielną gminą. W latach 1850–1945 oraz 1946-1949 należał do powiatu Nové Město nad Metují, 1945-1946 oraz 1949-1960 do powiatu Dobruška, a od 1960 r. jest częścią powiatu Náchod.

## Zabytki
- Barokowy kościół św. Piotra i Pawła z lat 1721-1723
- Kaplica św. Jana Nepomucena z 1756 r.
- Kolumna maryjna z 1747 r.
- Kamienna fontanna z 1864 r.
- Ruiny zamku Frymburk
- Dzwonnica w Rzach
- Kalwaria z Madonną w Krahulčí
- Pomnik ofiar II wojny światowej w Dlouhém
- Szkoła z lat 1921-1923
- Liczne tradycyjne domki drewniane